# Ischnocnema
Az Ischnocnema a kétéltűek (Amphibia) osztályába és  a békák (Anura) rendjébe, a nyergesbékafélék (Brachycephalidae) családjába tartozó nem.

## Nevének eredete
Nevét a görög ischnos (vékony) és kneme (lábszár) szavakból alkották, utalva a nembe tartozó békák jellegzetességére.

## Rendszerezésük
A családba az alábbi fajok tartoznak:
- Ischnocnema abdita Canedo & Pimenta, 2010
- Ischnocnema bocaina Taucce, Zaidan, Zaher & Garcia, 2019
- Ischnocnema bolbodactyla (Lutz, 1925)
- Ischnocnema colibri Taucce, Canedo, Parreiras, Drummond, Nogueira-Costa& Haddad, 2018
- Ischnocnema concolor Targino, Costa & Carvalho-e-Silva, 2009
- Ischnocnema epipeda (Heyer, 1984)
- Ischnocnema erythromera (Heyer, 1984)
- Ischnocnema feioi Taucce, Canedo & Haddad, 2018
- Ischnocnema garciai Taucce, Canedo & Haddad, 2018
- Ischnocnema gehrti (Miranda Ribeiro, 1926)
- Ischnocnema gualteri (Lutz, 1974)
- Ischnocnema guentheri (Steindachner, 1864)
- Ischnocnema henselii (Peters, 1870)
- Ischnocnema hoehnei (Lutz, 1958)
- Ischnocnema holti (Cochran, 1948)
- Ischnocnema izecksohni (Caramaschi & Kisteumacher, 1989)
- Ischnocnema juipoca (Sazima & Cardoso, 1978)
- Ischnocnema karst Canedo, Targino, Leite & Haddad, 2012
- Ischnocnema lactea (Miranda Ribeiro, 1923)
- Ischnocnema manezinho (Garcia, 1996)
- Ischnocnema melanopygia Targino, Costa & Carvalho-e-Silva, 2009
- Ischnocnema nanahallux Brusquetti, Thome, Canedo, Condez & Haddad, 2013
- Ischnocnema nasuta (Lutz, 1925)
- Ischnocnema nigriventris (Lutz, 1925)
- Ischnocnema octavioi (Bokermann, 1965)
- Ischnocnema oea (Heyer, 1984)
- Ischnocnema paranaensis (Langone & Segalla, 1996)
- Ischnocnema parnaso Taucce, Canedo, Parreiras, Drummond, Nogueira-Costa & Haddad, 2018
- Ischnocnema parva (Girard, 1853)
- Ischnocnema penaxavantinho Giaretta, Toffoli & Oliveira, 2007
- Ischnocnema pusilla (Bokermann, 1967)
- Ischnocnema randorum (Heyer, 1985)
- Ischnocnema sambaqui (Castanho & Haddad, 2000)
- Ischnocnema spanios (Heyer, 1985)
- Ischnocnema surda Canedo, Pimenta, Leite & Caramaschi, 2010
- Ischnocnema venancioi (Lutz, 1958)
- Ischnocnema verrucosa Reinhardt & Lütken, 1862
- Ischnocnema vizottoi Martins & Haddad, 2010

## Előfordulásuk
Brazília délkeleti részén, Argentína valamint feltehetőleg Paraguay szomszédos területein honosak.